# České doteky hudby
České doteky hudby jsou mezinárodní hudební festival klasické hudby. Patří do desítky nejrozsáhlejších festivalů klasické hudby v ČR. Slavnostní zahajovací koncert se koná na Pražském hradě v den narození Ludwiga van Beethovena 16. prosince a závěrečný koncert pak 6. ledna v zásadní den české státnosti, v den podpisu Tříkrálové deklarace, v Obecním domě.

## Dlouhodobá vize a koncepce
- Rozvoj české interpretační tradice a české skladatelské školy – její uvádění tvoří přibližně polovinu festivalového programu.
- Prezentace hudby zemí V4 ve festivalovém programu v rámci projektu "Hudba středoevropského regionu" zemí V4 ve shodě s dlouhodobým směřováním zahraničně kulturně politických vazeb ČR.
- Kladen je zásadní důraz na podporu a uvádění předních regionálních symfonických těles na pražská koncertní pódia.

## Obsah a cíle, dramaturgický záměr festivalu
- Vyhledávání běžně neuváděných titulů a uvádění děl českých skladatelů druhé poloviny 20. století a soudobé hudby, jako pokračovatelů české skladatelské školy navazující na zakladatelské osobnosti české moderní hudby – Leoše Janáčka, Bohuslava Martinů, Josefa Suka a Vítězslava Nováka.
- Pravidelné vytváření příležitostí k prezentaci mladé generace (do 35 let) interpretů – laureátů vedle již renomovaných umělců a uvádění děl současných tvůrců zasazené do historického kontextu, včetně pražských a světových premiér.
- Systematické propojení kultury a cestovního ruchu, upozornění na historii a architekturu prostor, ve kterých se jednotlivé koncerty konají, jako na nedílnou součást prezentace pražské kultury.
- Uvádění pilotních děl světové hudební literatury a při hostování (importu) zahraničních umělců často s nastudováním české hudby, kterou pak jako součást repertoáru šíří po světě.

## Vystoupení v minulosti
Na festivalu v minulosti vystoupila celá řada světových umělců či orchestrů: Vladimír Fedosejev, Marius Stravinsky, Denés Varjón, P. I. Čajkovsky symphony orchestra (Moskva Radio orchestra), Sophia Jaffé, Andrej Baranov, Maria Wloszoczowska, Borodin quartet, Selesian quartet, Claudi Arimany, Tatjana Samouil, Ivan Klánský, Eva Urbanová, PKF – Prague Philharmonia, Petr Vronský, Aleš Bárta, Pavel Šporcl, Václav Hudeček, Jitka Hosprová, Kateřina Englichová, Jiří Bárta, Ivan Ženatý, Jan Talich, Panocha quartet, Ensemble Martinů, Czech Nonet, Jiří Stivín, Iva Bittová, Jarek Nohavica, Miro Žbirka, Dan Bárta a další. 